# Женро, Дени
Дени́ Женро́ (англ. Denis Genreau; 21 мая 1999, Париж) — австралийский футболист, атакующий полузащитник клуба «Депортиво Ла-Корунья» и сборной Австралии. Участник летних Олимпийских игр 2020 в Токио.

## Клубная карьера
Женро — воспитанник клуба «Мельбурн Сити». 27 декабря 2016 года в матче против «Перт Глори» он дебютировал в A-лиге, в возрасте 17 лет. Летом 2018 года Женро на правах аренды перешёл в нидерландский ПЕК Зволле. 10 августа в матче против «Херенвена» он дебютировал в Эредивизи.
В июле 2020 года Женро перешёл в стан новичка Эй-лиги, клуба «Макартур», подписав трёхлетний контракт. 9 февраля 2021 года в матче против «Брисбен Роар» он забил свой первый гол в Эй-лиге.
Летом 2021 года Женро перешёл во французскую «Тулузу». 14 августа в матче против «Бастии» он дебютировал в Лиге 2.

## Международная карьера
7 июня 2021 года в отборочном матче чемпионата мира 2022 против сборной Тайваня Женро дебютировал за сборную Австралию.
В 2021 году в составе олимпийской сборной Австралии Женро принял участие в летних Олимпийских играх 2020 в Токио. На турнире он сыграл в матчах против команд Аргентины, Испании и Египта.

## Личная жизнь
Женро родился во Франции в семье французов Софи и Марка Женро, но когда он был ещё ребёнком они переехали в Австралию, в которой его родители провели медовый месяц. Выросший в пригороде Мельбурна Жанро научился говорить по-французски своих родителей, которые хотели привить ему французскую культуру. Отец Дени Марк любил футбол, показывал сыну ролики про Зинедина Зидана на YouTube и вместе с ним смотрел футбол по телевизору по утрам. Эта страсть к футболу передалась будущему футболисту, так как Дени часто просил отца сводить его в местный Мельбурнский парк погонять мяч.
Окончил Шотландский колледж и поступил на специальность «Изящные искусства» в Мельбурнский университет.

## Достижения

### Командные
«Тулуза»
- Победитель Лиги 2: 2021/22
- Обладатель Кубка Франции: 2022/23

### Личные
- Медаль Харри Кьюэлла: 2022
- Игрок года ФК «Макартур»: 2021